# 고미영 (배우)
고미영(1974년 4월 22일 ~ )은 대한민국의 배우이다. 1993년 미스코리아에서 경기 진으로 입상하였고 1997년 SBS 서울방송 공채 7기 탤런트로 정식 데뷔하였다.

## 학력
- 과천여자고등학교 졸업

## 출연작

### 텔레비전 드라마
- 1997년 SBS 수목드라마 《형제의 강》
- 1997년 SBS 월화드라마 《여자》
- 1997년 SBS 드라마 스페셜 《모델》 ... 한채영 역
- 1997년 SBS 주말특별기획 《아름다운 그녀》
- 1997년 SBS 일일연속극 《미아리 일번지》
- 1997년 SBS 일일연속극 《지평선 너머》
- 1997년 SBS 주말극장 《아름다운 죄》
- 1997년 SBS 단막극 《70분 드라마 - 숙희 정희》 ... 숙희 역
- 1997년 SBS 드라마 스페셜 《화이트 크리스마스》
- 1997년 SBS 드라마 스페셜 《단단한 놈》
- 1998년 SBS 일일시트콤 《순풍산부인과》 ... 한수연 역
- 1998년 SBS 일일연속극 《서울 탱고》
- 1998년 SBS 주말극장 《사랑해 사랑해》
- 1998년 SBS 아침연속극 《엄마의 딸》
- 1998년 SBS 미니시리즈 《바람의 노래》 ... 재경 역
- 1998년 SBS 드라마 스페셜 《미스터Q》
- 1998년 SBS 주말극장 《로맨스》
- 1998년 SBS 일일연속극 《7인의 신부》
- 1998년 SBS 드라마 스페셜 《승부사》
- 1998년 SBS 아침연속극 《포옹》
- 1998년 SBS 청춘시트콤 《나 어때》
- 1998년 SBS 일일연속극 《미우나 고우나》
- 1998년 SBS 주말극장 《흐린날에 쓴 편지》
- 1999년 SBS 아침연속극 《지금은 사랑할 때》
- 1999년 SBS 일요드라마 《카이스트》
- 1999년 SBS 주말극장 《젊은 태양》
- 1999년 SBS 일일연속극 《약속》
- 1999년 SBS 드라마 스페셜 《토마토》 ... 조미정 역
- 1999년 SBS 주말극장 《파도》
- 1999년 SBS 청춘시트콤 《행진》
- 1999년 SBS 아침연속극 《그녀의 선택》
- 1999년 SBS 드라마 스페셜 《해피투게더》
- 1999년 SBS 추석특집드라마 《황제의 식탁》
- 1999년 SBS 일요아침드라마 《달콤한 신부》
- 2000년 SBS 드라마 스페셜 《불꽃》
- 2000년 SBS 월화드라마 《사랑의 전설》
- 2000년 SBS 주말극장 《덕이》
- 2000년 SBS 드라마 스페셜 《팝콘》
- 2000년 SBS 아침연속극 《용서》 ... 혜리 역
- 2000년 SBS 의학드라마 《메디컬 센터》
- 2000년 SBS 청춘시트콤 《골뱅이》
- 2000년 SBS 드라마 스페셜 《여자만세》
- 2001년 SBS 드라마 스페셜 《순자》
- 2001년 SBS 아침연속극 《이별 없는 아침》
- 2001년 SBS 주말극장 《아버지와 아들》
- 2001년 SBS 추석특집드라마 《엄마를 찾습니다》
- 2001년 SBS 일일연속극 《이 부부가 사는 법》
- 2001년 KBS2 일일연속극 《여자는 왜?》
- 2002년 SBS 드라마 스페셜 《지금은 연애중》
- 2002년 SBS 청춘시트콤 《오렌지》
- 2003년 KBS2 단막극 《드라마시티 - 옥춘》 ... 영애 역
- 2004년 KBS2 단막극 《드라마시티 - 36.5》 ... 미은 역
- 2004년 KBS2 단막극 《드라마시티 - 그녀가 바퀴벌레와 다른 점》 ... 수아 역
- 2007년 SBS 일일연속극 《그 여자가 무서워》 ... (특별출연)
- 2008년 SBS 주말특별기획 《조강지처 클럽》 ... 조용희 역
- 2010년 MBC 월화드라마 《역전의 여왕》 ... 구의동 S라인 아줌마 역
- 2011년 SBS 아침연속극 《태양의 신부》 ... 차 비서 역
- 2013년 SBS 드라마스페셜 《주군의 태양》 ... 담임선생님 역
- 2015년 SBS 아침연속극 《어머님은 내 며느리》 ... 임미정 역
- 2016년 SBS 주말특별기획 《미녀 공심이》 ... 최 변호사 역
- 2017년 SBS 아침연속극 《해피시스터즈》 ... 함가희 역

### 영화
- 2002년 《재밌는 영화》 ... 여훈련생 역

## 수상
- 1993년 미스코리아 경기 진[1][2]

## 배우자
- 성창훈은 1살 연하, 4월 22일에 같다.